# Glimåkra-Hjärsås pastorat
Glimåkra-Hjärsås pastorat är ett pastorat i Göinge kontrakt i Lunds stift i Östra Göinge kommun i Skåne län. 
Pastoratet bildades som ett flerförsamlingspastorat 2014 genom sammanläggning av pastoraten:
- Glimåkra pastorat
- Hjärsås pastorat

Pastoratet bestod till 2022 av följande församlingar:
- Glimåkra församling
- Hjärsås församling

Efter sammanläggning av församlingarna är pastoratet en enförsamlingspastorat för Glimåkra-Hjärsås församling. 
Pastoratskod är 071513 (före 2018: 071607)